# Vyšný Skálnik
Vyšný Skálnik este o comună slovacă, aflată în districtul Rimavská Sobota din regiunea Banská Bystrica. Localitatea se află la altitudinea de 236 m deasupra n.m., se întinde pe o suprafață de 5,05 km2 și în 2017 număra 150 de locuitori. Se învecinează cu comuna Rimavské Zalužany.

## Istoric
Localitatea Vyšný Skálnik este atestată documentar din 1334.

## Demografie
| An:                | 1994 | 2004   | 2014   | 2024   |
| ------------------ | ---- | ------ | ------ | ------ |
| Număr de persoane: | 149  | 152    | 147    | 145    |
| Diferență:         |      | +2,01% | −3,28% | −1,36% |

| An:                | 2023 | 2024   |
| ------------------ | ---- | ------ |
| Număr de persoane: | 144  | 145    |
| Diferență:         |      | +0,69% |